# Liste der Stolpersteine in Würzburg-Äußere Pleich
Die Liste der Stolpersteine in Würzburg-Äußere Pleich enthält alle Stolpersteine, die im Rahmen des gleichnamigen Projekts von Gunter Demnig in Äußere Pleich, einem Stadtteil der Würzburger Altstadt. Mit Stolpersteinen soll an Opfer des Nationalsozialismus erinnert werden, die hier lebten und wirkten. Im Regelfall werden die Stolpersteine vor dem letzten freigewählten Wohnort des Opfers verlegt.

## Verlegte Stolpersteine
Im Stadtteil Äußere Pleich wurden 36 Stolpersteine an 17 Adressen verlegt.
| Stolperstein | Inschrift | Verlegeort                                     | Name, Leben                                                     |
| ------------ | --- | ---------------------------------------------- | --------------------------------------------------------------- |
|              | HIER WOHNTE BERTHA COHEN GEB. HAAS JG. 1864 DEPORTIERT 1942 THERESIENSTADT ERMORDET 14.2.1943                                                        | Bismarckstraße 12 ·                            | Bertha Cohen (1864–1943)                                        |
|              | HIER WOHNTE KARL FRANKENTHAL JG. 1900 EINGEWIESEN 2.4.1939 HEILANSTALT REICHENBACH ´VERLEGT´ 20.9.1940 SCHLOSS HARTHEIM ERMORDET 20.9.1940 AKTION T4 | Schönleinstraße 8 ·                            | Karl Frankenthal (1900–1940)                                    |
|              | HIER WOHNTE MORITZ FRANKENTHAL JG. 1898 FLUCHT 1938 HOLLAND INTERNIERT WESTERBORK DEPORTIERT 1943 AUSCHWITZ ERMORDET 31.5.1944                       | Schönleinstraße 9 ·                            | Moritz Frankenthal, (1898–1944) Biografie                       |
|              | HIER WOHNTE IDA FREUDENBERGER GEB. HANAUER JG. 1870 DEPORTIERT 1942 THERESIENSTADT ERMORDET 16.10.1942                                               | Bismarckstraße 10 ·                            | Ida Freudenberger, geborene Hanauer, (1870–1942) Biografie      |
|              | HIER WOHNTE ANNA FRICKE JG. 1899 EINGEWIESEN 1929 HEILANSTALT WERNECK ´VERLEGT´ 5.10.1940 PIRNA-SONNENSTEIN ERMORDET 5.10.1940 'AKTION T4'           | Rotkreuzstraße 7 ·                             | Anna Fricke (1899–1940) Biografie                               |
|              | HIER WOHNTE BERTA GROSS GEB. OTTENSOSER JG. 1893 DEPORTIERT 1942 IZBICA ERMORDET                                                                     | Ziegelaustraße 7 ·                             | Berta Gross, geborene Ottensoser (1893–1942/45) Biografie       |
|              | HIER WOHNTE JULIUS GROSS JG. 1878 DEPORTIERT 1942 IZBICA ERMORDET                                                                                    | Ziegelaustraße 7 ·                             | Julius Gross (1878–1942/45) Biografie                           |
|              | HIER WOHNTE WALTER GROSS JG. 1910 FLUCHT 1935 TSCHECHOSLOWAKEI DEPORTIERT 1940 GURS ERMORDET 10.9.1941 MAUTHAUSEN                                    | Ziegelaustraße 7 ·                             | Walter Gross (1910–1941) Biografie                              |
|              | HIER WOHNTE ALBERT HEINEMANN JG. 1897 DEPORTIERT 1942 KRASNICZYN ERMORDET IM BESETZTEN POLEN                                                         | Bismarckstraße 17 · (früher Harfenstraße 12) · | Albert Heinemann (1897–1942/45) Biografie                       |
|              | HIER WOHNTE BEATE HEINEMANN JG. 1936 DEPORTIERT 1942 KRASNICZYN ERMORDET IM BESETZTEN POLEN                                                          | Bismarckstraße 17 · (früher Harfenstraße 12) · | Beate Heinemann (1936–1942/45) Biografie                        |
|              | HIER WOHNTE FRIEDA HEINEMANN GEB. KREMER JG. 1902 DEPORTIERT 1942 KRASNICZYN ERMORDET IM BESETZTEN POLEN                                             | Bismarckstraße 17 · (früher Harfenstraße 12) · | Frieda Heinemann, geborene Kremer, (1902–1942/45) Biografie     |
|              | HIER WOHNTE FRIEDA JAKOB GEB. SCHLOSS JG. 1883 FLUCHT 1936 HOLLAND INTERNIERT WESTERBORK DEPORTIERT 1943 SOBIBOR ERMORDET                            | Rotkreuzstraße 11 ·                            | Frieda Jakob (1883–1943) Biografie                              |
|              | HIER WOHNTE SIMON JAKOB JG. 1877 FLUCHT 1936 HOLLAND INTERNIERT WESTERBORK DEPORTIERT 1943 SOBIBOR ERMORDET 5.6.1943                                 | Rotkreuzstraße 11 ICON20                       | Simon Siegfried Jakob (1877–1943) Biografie                     |
|              | HIER WOHNTE ALFRED KATZMANN JG. 1895 OPFER DES POGROMS FLUCHT IN DEN TOD 10.11.1938                                                                  | Bismarckstraße 9 ·                             | Alfred Katzmann (1895–1938)                                     |
|              | HIER WOHNTE ALBERT KIRSCHNER JG. 1886 VERHAFTET 1938 DACHAU DEPORTIERT 1940 GURS 1942 AUSCHWITZ ERMORDET                                             | Veitshöchheimer Straße 1a ·                    | Albert Kirschner (1886–1942/45)                                 |
|              | HIER WOHNTE INGEBORG KIRSCHNER JG. 1922 DEPORTIERT 1940 GURS 1942 AUSCHWITZ ERMORDET                                                                 | Veitshöchheimer Straße 1a ·                    | Ingeborg Kirschner (1922–1942/45)                               |
|              | HIER WOHNTE MARGOT KIRSCHNER JG. 1923 DEPORTIERT 1940 GURS 1942 AUSCHWITZ ERMORDET                                                                   | Veitshöchheimer Straße 1a ·                    | Margot Kirschner (1923–1942/45)                                 |
|              | HIER WOHNTE RENATE KIRSCHNER GEB. GOLDSCHMIDT JG. 1894 DEPORTIERT 1940 GURS 1942 AUSCHWITZ ERMORDET                                                  | Veitshöchheimer Straße 1a ·                    | Renate Kirschner, geborene Goldschmidt (1894–1942/45)           |
|              | HIER WOHNTE PAULA KOHLMANN JG. 1899 DEPORTIERT 1943 AUSCHWITZ ERMORDET                                                                               | Rotkreuzstraße 9 ·                             | Paula Kohlmann (1899–1943/45)                                   |
|              | HIER WOHNTE ADELHEID LEIN GEB. ROSENBAUM JG. 1879 DEPORTIERT 1942 THERESIENSTADT ERMORDET 22.1.1943                                                  | Rotkreuzstraße 9 ·                             | Adelheid Lein, geborene Rosenbaum (1879–1943)                   |
|              | HIER WOHNTE NANNI MENDLE GEB. FRANKENTHAL JG. 1890 DEPORTIERT 1942 KRASNICZYN ERMORDET IM BESETZTEN POLEN                                            | Schönleinstraße 8 ·                            | Nanni Mendle, geborene Frankenthal (1890–1942/45)               |
|              | HIER WOHNTE HERTHA MÜHLFELDER JG. 1914 DEPORTIERT 1943 AUSCHWITZ ERMORDET                                                                            | Schönleinstraße 8 ·                            | Hertha Mühlfelder (1914–1943/45)                                |
|              | HIER WOHNTE MARIA MÜHLFELDER GEB. FELS JG. 1887 DEPORTIERT 1942 IZBICA ERMORDET                                                                      | Schönleinstraße 8 ·                            | Maria Mühlfelder, geborene Fels (1887–1942/45)                  |
|              | HIER WOHNTE JULIUS NEUMANN JG. 1891 DEPORTIERT 1941 RIGA ERMORDET                                                                                    | Rotkreuzstraße 9 ·                             | Julius Neumann (1891–1941/45)                                   |
|              | HIER WOHNTE MARGA NEUMANN GEB. LEIN JG. 1903 DEPORTIERT 1941 RIGA ERMORDET                                                                           | Rotkreuzstraße 9 ·                             | Marga Neumann, geborene Lein (1903–1941/45)                     |
|              | HIER WOHNTE STEFAN HEINZ NEUMANN JG. 1929 DEPORTIERT 1941 RIGA ERMORDET                                                                              | Rotkreuzstraße 9 ·                             | Stefan Heinz Neumann (1929–1941/45)                             |
|              | HIER WOHNTE JOHANNA ORTWEILER GEB. SCHWABACHER JG. 1871 DEPORTIERT 1942 THERESIENSTADT ERMORDET 12.1.1943                                            | Bismarckstraße 5 ·                             | Johanna Ortweiler (1929–1941/45)                                |
|              | HIER WOHNTE SOFIE REISS GEB. HANAUER JG. 1867 VOR DEPORTATION FLUCHT IN DEN TOD 15.11.1941                                                           | Bismarckstraße 10 ·                            | Sofie Reiss, geborene Hanauer (1867–1941)                       |
|              | HIER WOHNTE SOFIE REUSS GEB. HEIMANN JG. 1863 DEPORTIERT 1942 THERESIENSTADT ERMORDET 11.11.1942                                                     | Bismarckstraße 17 · (früher Harfenstraße 12) · | Sofie Reuss, geborene Heimann (1863–1942) Biografie             |
|              | HIER WOHNTE ALBERT SCHULHÖFER JG. 1866 DEPORTIERT 1942 THERESIENSTADT ERMORDET 17.2.1944                                                             | Schönleinstraße 6 ·                            | Albert Schulhöfer (1866–1944) Biografie                         |
|              | HIER WOHNTE ROSA SCHULHÖFER GEB. LACHMANN JG. 1880 DEPORTIERT 1942 THERESIENSTADT 1944 AUSCHWITZ ERMORDET                                            | Schönleinstraße 6 ·                            | Rosa Schulhöfer, geborene Lachmann (1880–1944)                  |
|              | HIER WOHNTE AMON SCHWABACHER JG. 1879 DEPORTIERT 1942 IZBICA ERMORDET                                                                                | Bismarckstraße 7 ·                             | Amon Schwabacher (1879–1942/45) Biografie                       |
|              | HIER WOHNTE DORA SCHWABACHER GEB. SCHWABACHER JG. 1881 DEPORTIERT 1943 AUSCHWITZ ERMORDET                                                            | Bismarckstraße 7 ·                             | Dora Schwabacher, geborene Schwabacher (1881–1943/45) Biografie |
|              | HIER WOHNTE ANNA SICHEL GEB. GOLDSCHIDT JG. 1859 DEPORTIERT 1942 THERESIENSTADT ERMORDET IN TREBLINKA                                                | Bismarckstraße 13 ·                            | Anna Sichel, geborene Goldschidt (1859–1942/45) Biografie       |
|              | HIER WOHNTE MOSES STRYKER JG. 1888 FLUCHT 1937 FRANKREICH INTERNIERT DEPORTIERT 1943 ERMORDET IN AUSCHWITZ                                           | Schönleinstraße 7 ·                            | Moses Stryker, geborene Goldschidt (1888–1943/45) Biografie     |
|              | HIER WOHNTE ANNA WALDMANN JG. 1902 EINGEWIESEN 1931 HEILANSTALT WERNECK ´VERLEGT´ 28.1.1941 PIRNA-SONNENSTEIN ERMORDET 28.1.1941 ´AKTION T4´         | Ziegelaustraße 5 ·                             | Anna Waldmann (1902–1941) Biografie                             |

## Verlegungedaten
Die Stolpersteine in der Äußeren Pleich wurden an folgenden Tagen verlegt:
- 19. März 2009: Bismarckstraße 9 und 11, Rotkreuzstraße 9, 11, 13 1/2, Ziegelaustraße 7
- 21. September 2010: Bismarckstraße 5 und 7
- 18. April 2012: Bismarckstraße 10, Schönleinstraße 7
- 28. Mai 2014: Bismarckstraße 12, 13 und 17, Schönleinstraße 6, 8 und 9, Veitshöchheimer Straße 1a
- 1. Dezember 2014: Bismarckstraße 13 (Hugo und Martha Sichel), Schönleinstraße 6 (Max Frankenthal)
- 29. Juni 2017: Ziegelaustraße 5